# 明治村 (東京府)
明治村（めいじむら）は東京府の西部、西多摩郡に属していた村。

## 地理
現在のあきる野市の西部、旧五日市町の東部に位置する。
- 河川：秋川、三内川

## 歴史

### 歴史
- 1889年（明治22年）4月1日 町村制施行により、館谷村、入野村、深沢村と五日市町の一部が合併し神奈川県西多摩郡明治村が成立。
- 1893年（明治26年）4月1日 西多摩郡が南多摩郡、北多摩郡と共に東京府へ編入。
- 1918年（大正7年）12月1日 明治村は五日市町、三ッ里村とともに合併し五日市町が発足。明治村は消滅。

変遷表
| 1868年 以前 | 1868年 以前     | 明治12年        | 明治22年 4月1日 | 大正7年 12月1日 | 平成7年 9月1日 | 現在       |
| ----------- | --------------- | --------------- | --------------- | --------------- | -------------- | ---------- |
|             | 館谷村          | 館谷村          | 明治村          | 五日市町        | あきる野市     | あきる野市 |
|             | 入野村          |                 | 明治村          | 五日市町        | あきる野市     | あきる野市 |
|             | 深沢村          |                 | 明治村          | 五日市町        | あきる野市     | あきる野市 |
|             | 五日市村 の一部 | 五日市町 の一部 | 明治村          | 五日市町        | あきる野市     | あきる野市 |

## 大字
- 館谷（たてや）
- 入野（いりの）
- 深沢（ふかさわ）